# Remo nos Jogos Pan-Americanos de 2011
O remo nos Jogos Pan-Americanos de 2011 foi realizado na Pista de Remo e Canoagem em Ciudad Guzmán, México, entre 15 e 19 de outubro. Foram disputadas oito provas masculinas e seis femininas.

## Calendário
| Outubro | 13 | 14 | 15 | 16 | 17 | 18 | 19 | 20 | 21 | 22 | 23 | 24 | 25 | 26 | 27 | 28 | 29 | 30 |
| ------- | -- | -- | -- | -- | -- | -- | -- | -- | -- | -- | -- | -- | -- | -- | -- | -- | -- | -- |
| Remo    |    |    |    |    | 4  | 5  | 5  |    |    |    |    |    |    |    |    |    |    |    |

|  | Dia de competição |  | Dia de final |

| Dia   | Data                  | Início | Final | Evento                               | Fase         |
| ----- | --------------------- | ------ | ----- | ------------------------------------ | ------------ |
| Dia 2 | 15 de outubro de 2011 | 8:00   | 10:20 | M2x, W2x, W2-, M4-, LM2x, LW2x, M1x  | Preliminares |
| Dia 2 | 15 de outubro de 2011 | 16:00  | 17:50 | M2x, W2x, W2-, M4-, LM2x, LW2x, M1x  | Repescagem   |
| Dia 3 | 16 de outubro de 2011 | 8:00   | 10:10 | LM4-, W1x, M2-, M4x, LW1x, W4x, M8+  | Preliminares |
| Dia 3 | 16 de outubro de 2011 | 16:00  | 17:30 | LM4-, W1x, M2-, M4x, LW1x, LW1x, W4x | Repescagem   |
| Dia 4 | 17 de outubro de 2011 | 9:00   | 10:35 | M2x, W2x, W2-, M4-                   | Finais       |
| Dia 5 | 18 de outubro de 2011 | 9:00   | 11:00 | W1x, LM2x, LW2x, M2-, M4x            | Finais       |
| Dia 6 | 19 de outubro de 2011 | 9:30   | 11:20 | LW1x, LM4-, W4x, M8+, M1x            | Finais       |

## Países participantes
Abaixo, a quantidade de atletas enviados por cada país, de acordo com o evento.
| CON                | Masculino | Masculino | Masculino | Masculino | Masculino | Masculino | Masculino | Masculino | Feminino | Feminino | Feminino | Feminino | Feminino | Feminino | Conjuntos | Atletas |
| CON                | M1x       | M2-       | M2x       | M4-       | M4x       | M8+       | LM2x      | LM4-      | W1x      | W2-      | W2x      | W4x      | LW1x     | LW2x     | Conjuntos | Atletas |
| ------------------ | --------- | --------- | --------- | --------- | --------- | --------- | --------- | --------- | -------- | -------- | -------- | -------- | -------- | -------- | --------- | ------- |
| ARG Argentina      | X         | X         | X         | X         | X         | X         | X         | X         | X        | X        | X        | X        | X        | X        | 14        | 25      |
| BRA Brasil         |           | X         |           | X         |           | X         | X         | X         | X        |          | X        | X        | X        | X        | 10        | 19      |
| CAN Canadá         | X         | X         | X         | X         |           | X         | X         | X         | X        | X        | X        | X        |          |          | 11        | 22      |
| CHI Chile          | X         | X         |           |           |           |           | X         | X         |          |          |          |          |          |          | 4         | 9       |
| COL Colômbia       | X         |           |           |           |           |           |           |           |          |          |          |          |          |          | 1         | 1       |
| CRC Costa Rica     |           |           |           |           |           |           |           |           | X        |          |          |          |          |          | 1         | 1       |
| CUB Cuba           | X         | X         | X         | X         | X         | X         | X         | X         | X        | X        | X        | X        | X        | X        | 14        | 23      |
| ECU Equador        |           |           |           | X         |           |           |           |           | X        |          |          |          |          |          | 2         | 4       |
| ESA El Salvador    | X         |           |           |           |           |           | X         |           |          |          |          |          |          | X        | 3         | 5       |
| GUA Guatemala      |           |           |           |           |           |           |           | X         |          |          |          | X        |          |          | 2         | 6       |
| HON Honduras       | X         |           |           |           |           |           | X         |           |          |          |          |          |          |          | 2         | 2       |
| MEX México         | X         | X         | X         | X         | X         | X         | X         | X         | X        | X        | X        | X        | X        | X        | 14        | 26      |
| NCA Nicarágua      |           | X         |           | X         |           |           |           |           | X        |          | X        |          |          |          | 4         | 6       |
| PAR Paraguai       | X         |           |           |           |           |           |           |           |          |          |          |          |          | X        | 2         | 2       |
| PER Peru           | X         | X         |           |           |           |           | X         |           |          |          |          |          |          | X        | 4         | 6       |
| USA Estados Unidos | X         | X         | X         | X         | X         | X         | X         | X         | X        | X        | X        | X        | X        | X        | 14        | 26      |
| URU Uruguai        | X         |           |           |           | X         |           | X         |           |          |          |          |          |          |          | 3         | 6       |
| VEN Venezuela      | X         |           | X         |           | X         |           |           | X         | X        |          |          |          |          |          | 5         | 9       |
| Total: 18 CONs     | 13        | 9         | 5         | 8         | 6         | 6         | 11        | 9         | 9        | 5        | 7        | 6        | 6        | 8        | 108       | 198     |

## Medalhistas
Masculino
| Evento                         | Ouro | Prata | Bronze |
| ------------------------------ | --- | --- | --- |
| Skiff simples detalhes         | Ángel Fournier CUB Cuba | Patrick Loliger MEX México | Emilio Torres VEN Venezuela |
| Skiff duplo detalhes           | Cristian Rosso Ariel Suárez ARG Argentina | Janier Concepción Yoennis Hernández CUB Cuba | César Amaris José Guipe VEN Venezuela |
| Skiff duplo peso leve detalhes | Alan Armenta Gerardo Sánchez MEX México | Yunior Pérez Eyder Batista CUB Cuba | Travis King Terence McKall CAN Canadá |
| Skiff quádruplo detalhes       | Alejandro Cuchietti Santiago Fernández Cristian Rosso Ariel Suárez ARG Argentina                                                                        | Janier Concepción Yoennis Hernández Eduardo Rubio Adrián Oquendo CUB Cuba                                                                                 | Horacio Rangel Edgar Valenzuela Patrick Loliger Santiago Santaella MEX México                                                                                |
| Dois sem detalhes              | Micheal Gennaro Robert Otto USA Estados Unidos | João Borges Junior Alexis Mestre BRA Brasil | Peter McClelland Steven van Knotsenburg CAN Canadá |
| Quatro sem detalhes            | Sebastián Fernández Joaquín Iwan Rodrigo Murillo Agustín Silvestro ARG Argentina                                                                        | David Wakulich Kai Langerfeld Blake Parsons Spencer Crowley CAN Canadá                                                                                    | Yenser Basilio Dionnis Carrión Jorber Ávila Solaris Freire CUB Cuba                                                                                          |
| Quatro sem peso leve detalhes  | Liosbel Hernández Liosmel Ramos Manuel Suárez Wilber Turro CUB Cuba                                                                                     | Diego Gallina Pablo Mahnic Nicolai Fernández Carlo Lauro ARG Argentina                                                                                    | Rodrigo Muñoz Fabián Oyarzún Fernando Miralles Felipe Leal CHI Chile                                                                                         |
| Oito com detalhes              | Derek Johnson Jason Read Robert Otto Joseph Spencer Stephen Kasprzyk Blaise Didier Matthew Wheeler Michael Gennaro Marcus McElhenney USA Estados Unidos | Steven van Knotsenburg Peter McClelland Joshua Morris Benjamin De Wit Kai Langerfeld David Wakulich Blake Parsons Spencer Crowley Mark Laidlaw CAN Canadá | Diego López Mariano Sosa Ribicich Joaquín Iwan Ariel Suárez Rodrigo Murillo Sebastián Fernández Agustín Silvestro Sebastián Claus Joel Infante ARG Argentina |

Feminino
| Evento                           | Ouro                                                            | Prata                                                          | Bronze                                                                          |
| -------------------------------- | --------------------------------------------------------------- | -------------------------------------------------------------- | ------------------------------------------------------------------------------- |
| Skiff simples detalhes           | Jennifer Goldsack USA Estados Unidos                            | Fabiana Beltrame BRA Brasil                                    | Yaima Velázquez CUB Cuba                                                        |
| Skiff simples peso leve detalhes | Margot Shumway USA Estados Unidos                               | María Best ARG Argentina                                       | Isolda Penney CAN Canadá                                                        |
| Skiff duplo detalhes             | Yariulvis Cobas Aimée Hernández CUB Cuba                        | Megan Walsh Catherine Reddick USA Estados Unidos               | Barbara McCord Audra Vair CAN Canadá                                            |
| Skiff duplo peso leve detalhes   | Analicia Ramírez Lila Pérez Rul MEX México                      | Yaima Velázquez Yoslaine Domínguez CUB Cuba                    | Michelle Sechser Chelsea Smith USA Estados Unidos                               |
| Skiff quádruplo detalhes         | Milka Kraljev María Abalo María Best María Rohner ARG Argentina | Audra Vair Isolda Penney Barbara McCord Melanie Kok CAN Canadá | Chelsea Smith Michelle Sechser Megan Walsh Catherine Reddick USA Estados Unidos |
| Dois sem detalhes                | María Abalo María Best ARG Argentina                            | Monica George Megan Smith USA Estados Unidos                   | Sarah Bonikowsky Sandra Kisil CAN Canadá                                        |

## Quadro de medalhas
| Ordem | País               | Medalha de ouro | Medalha de prata | Medalha de bronze |    |
| ----- | ------------------ | --------------- | ---------------- | ----------------- | -- |
| 1     | ARG Argentina      | 5               | 2                | 1                 | 8  |
| 2     | USA Estados Unidos | 4               | 2                | 2                 | 8  |
| 3     | CUB Cuba           | 3               | 4                | 2                 | 9  |
| 4     | MEX México         | 2               | 1                | 1                 | 4  |
| 5     | CAN Canadá         |                 | 3                | 5                 | 8  |
| 6     | BRA Brasil         |                 | 2                |                   | 2  |
| 7     | VEN Venezuela      |                 |                  | 2                 | 2  |
| 8     | CHI Chile          |                 |                  | 1                 | 1  |
| TOTAL | TOTAL              | 14              | 14               | 14                | 42 |